# Hoodia
Hoodia (Afrikaans: ghaap van Khoi !khobab) is een geslacht dat oorspronkelijk behoorde tot de zijdeplantfamilie Asclepiadaceae, maar tegenwoordig (zie Angiosperm Phylogeny Group) wordt het geslacht ondergebracht bij de Maagdenpalmfamilie (Apocynaceae).
Er zijn 13 geaccepteerde soorten bekend binnen dit geslacht. De soorten komen voor in tropisch en zuidelijk Afrika.
Hoodia gordonii is een plant die qua uiterlijk op een cactus lijkt en vaak onterecht als een cactus wordt aangeduid. De plant kan een hoogte van 45 cm bereiken en heeft opmerkelijke schotelvormige bloemen. 
Deze plant groeit in Zuid-Afrika en Namibië en werd traditioneel gebruikt door de Bosjesmannen en de Khoikhoi om hun hongergevoel tijdens de jacht te onderdrukken. De plant heeft het vermogen om de eetlust enkele uren lang te verminderen zonder bijwerkingen zoals misselijkheid te veroorzaken. Unilever heeft onderzoek gedaan naar deze eigenschap als hulpmiddel bij gewichtsverliesdiëten, maar klinische studies hebben aangetoond dat de plant niet voldoende veilig en effectief is.
In Zuid-Afrika wordt Hoodia ook wel aangeduid als Namibsroos.

## Soorten
- Hoodia alstonii (N.E.Br.) Plowes
- Hoodia currorii (Hook.) Decne.
- Hoodia dregei N.E.Br.
- Hoodia flava (N.E.Br.) Plowes
- Hoodia gordonii (Masson) Sweet ex Decne.
- Hoodia juttae Dinter
- Hoodia mossamedensis (L.C.Leach) Plowes
- Hoodia officinalis (N.E.Br.) Plowes
- Hoodia parviflora N.E.Br.
- Hoodia pedicellata (Schinz) Plowes
- Hoodia pilifera (L.f.) Plowes
- Hoodia ruschii Dinter
- Hoodia triebneri Schuldt

Aganonerion · 
Acokanthera · 
Adenium · 
Aganosma · 
Allamanda · 
Alstonia · 
Alyxia · 
Amalocalyx · 
Anodendron · 
Apocynum .
Asclepias · 
Baharuia · 
Baissea · 
Beaumontia ·
Caralluma · 
Carissa · 
Catharanthus · 
Cerbera · 
Ceropegia (lantaarnplanten) · 
Chonemorpha · 
Cleghornia · 
Cynanchum · 
Dewevrella ·
Dischidia ·
Ditassa  ·
Echites · 
Elytropus · 
Epigynum · 
Eucorymbia · 
Forsteronia · 
Hoodia · 
Hoya · 
Hylaea · 
Huernia · 
Ichnocarpus · 
Ixodonerium · 
Kopsia · 
Landolphia · 
Lhotzkyella · 
Macroditassa · 
Mandevilla · 
Manothrix · 
Margaretta · 
Marsdenia · 
Matelea · 
Melinia ·
Melodinus  · 
Merrillanthus · 
Metaplexis · 
Metastelma · 
Microdactylon · 
Microloma · 
Miraglossum · 
Mitostigma · 
Morrenia · 
Motandra · 
Nautonia · 
Neoschumannia · 
Nephradenia · 
Notechidnopsis · 
Odontadenia · 
Odontanthera · 
Oncinema · 
Oncostemma · 
Ophionella · 
Orbea · 
Orbeanthus · 
Orbeopsis · 
Orthanthera · 
Orthosia · 
Oxypetalum · 
Oxystelma · 
Pachycarpus · 
Pachycymbium · 
Pachypodium · 
Papuechites · 
Parameria · 
Parapodium · 
Parepigynum · 
Parsonsia · 
Pectinaria · 
Pentacyphus · 
Pentarrhinum · 
Pentasachme · 
Pentastelma · 
Pentatropis · 
Peplonia · 
Pergularia · 
Periglossum · 
Petopentia · 
Pherotrichis · 
Philibertia · 
Piaranthus · 
Pleurostelma · 
Plumeria · 
Pseudolithos · 
Quaqua · 
Quisumbingia · 
Raphistemma · 
Raphionacme · 
Rauvolfia · 
Rhyncharrhena · 
Rhyssolobium · 
Rhyssostelma · 
Rhytidocaulon · 
Riocreuxia · 
Rojasia · 
Sarcolobus ·
Sarcostemma · 
Schistogyne · 
Schistonema · 
Schubertia · 
Secamone · 
Secamonopsis · 
Seutera · 
Sindechites · 
Sisyranthus · 
Solenostemma · 
Sphaerocodon · 
Stapelia · 
Stapelianthus · 
Stapeliopsis · 
Stathmostelma · 
Stenomeria · 
Stenostelma · 
Stigmatorhynchus · 
Schizozygia · 
Tacazzea · 
Tectiphiala · 
Trachelospermum · 
Urceola · 
Vallariopsis · 
Vinca (maagdenpalm) · 
Vincetoxicum (engbloem)